# 小隙蛛
小隙蛛（学名：Coelotes microps）为暗蛛科隙蛛属的动物。在中国大陆，分布于甘肃等地。该物种的模式产地在甘肃。